# Municipio de Greenwood (Dakota del Sur)
El municipio de Greenwood (en inglés: Greenwood Township) es un municipio ubicado en el condado de Tripp en el estado estadounidense de Dakota del Sur. En el año 2010 tenía una población de 7 habitantes y una densidad poblacional de 0,06 personas por km².

## Geografía
El municipio de Greenwood se encuentra ubicado en las coordenadas 43°38′41″N 100°2′6″O / 43.64472, -100.03500. Según la Oficina del Censo de los Estados Unidos, el municipio tiene una superficie total de 116.37 km², de la cual 115,58 km² corresponden a tierra firme y (0,68 %) 0,79 km² es agua.

## Demografía
Según el censo de 2010, había 7 personas residiendo en el municipio de Greenwood. La densidad de población era de 0,06 hab./km². De los 7 habitantes, el municipio de Greenwood estaba compuesto por el 100 % blancos. Del total de la población el 0 % eran hispanos o latinos de cualquier raza.